# Gracefield
Gracefield é uma cidade localizada na província de Quebec no Canadá.